# Arabette du Caucase
Arabis alpina subsp. caucasica
Sous-espèce
Classification phylogénétique
L'arabette du Caucase (Arabis alpina subsp. caucasica) est une sous-espèce de plantes vivaces de la famille des Brassicaceae, cultivée comme plante d'ornement pour son abondante floraison blanche printanière. Elle est plus connue sous le nom de corbeille d'argent.
C'est une sous-espèce de Arabis alpina

## Description

### Caractéristiques
- Organes reproducteurs
  - Couleur dominante des fleurs : blanc, rose
  - Période de floraison : Avril Mai
  - Inflorescence : racème simple
  - Sexualité : hermaphrodite
  - Pollinisation : entomogame
- Graine
  - Fruit : silique
  - Dissémination :
- Habitat et répartition
  - Habitat type : ourlets de clairières acidophiles, médioeuropéens
  - Aire de répartition : orophyte méridional

données d'après : Julve, Ph., 1998 ff. - Baseflor. Index botanique, écologique et chorologique de la flore de France. Version : 23 avril 2004.

## Synonyme
- Arabis caucasica Willd. ex Schltr.